# Tiến Hiền
Tiến Hiền (tiếng Trung: 进贤县, Hán Việt: Tiến Hiền huyện) là một huyện của địa cấp thị Nam Xương (南昌市), tỉnh Giang Tây, Cộng hòa Nhân dân Trung Hoa. Huyện này có diện tích 1952 km2, dân số năm 2003 là 724.000 người. 

## Hành chính
Tiến Hiền được chia ra làm 21 đơn vị hành chính cấp hương, gồm 9 trấn và 12 hương. Ngoài ra huyện này còn quản lí 1 đơn vị tương đương cấp hương khác
- Trấn: Dân Hòa (民和镇), Lý Độ (李渡镇), Ôn Quyến (温圳镇), Văn Cảng (文港镇), Mai Trang (梅庄镇), Trương Công (张公镇), La Khê (罗溪镇), Giá Kiều (架桥镇), Tiền Phường (前坊镇)
- Hương: Tam Lý (三里乡), Nhị Đường (二塘乡), Chung Lăng (钟陵乡), Trì Khê (池溪乡), Nam Đài (南台乡), Tam Dương Tập (三阳集乡), Thất Lý (七里乡), Hạ Phụ Tập (下埠集乡), Nha Tiền (衙前乡), Bạch Vu (白圩乡), Trường Sơn Yến (长山晏乡), Tuyền Lĩnh (泉岭乡)

Đơn vị ngang cấp hương khác
- Khu khai khẩn trồng trọt Ngũ Lí (五里垦殖场)